# Engelberga
Engelberga (Angilberga) bila je karolinška carica kao supruga cara Ludovika II., koji je bio talijanski kralj. Engelbergin otac vjerojatno je bio Adelgis I., vojvoda Spoleta i pripadnik moćne talijanske obitelji.
Rođena oko 830., Engelberga je mladost provela u Paviji. Engelberga se udala za Ludovika II. (Luj II.) 860. godine, nakon što je godinama bila Ludovikova konkubina, ali nije imala političku ulogu dok nije umro Ludovikov otac, Lotar I., koji je vladao Italijom. Nakon Lotarove smrti, kraljevstvo je bilo podijeljeno te je Ludovik dobio Italiju. Engelberga je imala mnogo političkoga utjecaja zbog Ludovikove ljubavi.
Godine 868., Engelberga je postala opatica samostana nazvanog San Salvatore te je održavala vlast nad samostanom čak i nakon Ludovikove smrti. Engelberga je vlastiti samostan osnovala 874. godine.
Engelbergina kći bila je Ermengarda Talijanska, koja je postala supruga Bosa Provansalskog.